# Медаль «Катамон»
Медаль «Катамон» (ивр. מדליית קטמון‎, От/Медалия ле-кибуш Катамон) — военная награда Израиля, вручаемая участникам войны за независимость Израиля.
1 мая 1948 силы еврейской самообороны сумели выбить арабские части из Катамона, пригорода Иерусалима во время Войны за независимость Израиля. В память об этом и была учреждена награда, которую можно считать первой израильской наградой — «От/Медалия ле-кибуш Катамон» (Знак/Медаль за взятие Катамона). Прообразом этой медали послужили, скорее всего, советские медали из серии «За оборону/освобождение/взятие». Награждение медалью «Катамон» началась в июле 1949, однако вскоре ЦАХАЛ приостановил церемонии.

### Дизайн медали
Медаль имеет форму правильного круга диаметром 28 мм. Медаль при помощи ушка и кольца соединяется с колодкой, обтянутой лентой цветов флага Израиля. Существуют версии как в серебристом, так и в бронзовом вариантах.
На аверсе изображены в центре Башня Давида и здание Еврейского агентства; по окружности написаны слова из 131-го псалма Тегилима «Если я забуду тебя, Иерусалим, пусть отсохнет десница моя» (ивр. אם אשכחך ירושלים, תשכח ימיני‎).
На оборотной стороне надпись в 4 строки «За взятие/Катамона/Иерусалим/22 нисана 5708» (ивр. לכיבוש קטמון ירושלים כ"ב ניסן תש"ח‎) и дата «1.5.1948».
На планке две синие полоски по краям и одна белая посредине.